# Landgericht Dornbirn
Das Landgericht Dornbirn war ein von 1805 bis 1814 bestehendes bayerisches Landgericht älterer Ordnung mit Sitz in Dornbirn im heutigen österreichischen Bundesland Vorarlberg. Die Landgerichte waren im Königreich Bayern Gerichts- und Verwaltungsbehörden, die 1862 in administrativer Hinsicht von den Bezirksämtern und 1879 in juristischer Hinsicht von den Amtsgerichten abgelöst wurden. Diese Entwicklungen waren aber für das Landgericht Dornbirn nicht mehr von Belang, da dieses bereits 1814 mit der Rückkehr Dornbirns zu Österreich wieder aufgelöst wurde.

## Geschichte
Da im Jahr 1805 das Gebiet um Dornbirn infolge des Friedensvertrags von Pressburg nach dem Dritten Koalitionskrieg zum Königreich Bayern kam, wurde durch eine Verwaltungsneugliederung Bayerns das Landgericht Dornbirn errichtet. Dieses kam zum neu gegründeten Illerkreis mit der Hauptstadt Kempten.
Im Jahr 1814 wurden Vorarlberg und Tirol nach dem Wiener Kongress wieder österreichisch, womit auch die bayerische Gerichtsverwaltung aufgelöst und die bis 1805 bestehende österreichische Landgerichtsordnung wieder eingeführt wurde. Erst 1849 wurde mit einer Neuorganisation der österreichischen Gerichtsorganisation das von den Bayern vorweggenommene Schema mit sechs Land- bzw. in späterer Folge Bezirksgerichten in Vorarlberg eingeführt. Heute bestehen somit sechs Bezirksgerichte im Bundesland Vorarlberg, von denen eines das Bezirksgericht Dornbirn mit seinem zugehörigen Gerichtsbezirk ist.